# フィアット・ティーポ
ティーポ(TIPO) は、フィアットが製造・販売しているCセグメントの自動車である。

## 歴史

### 初代 タイプ160（1988年-1995年）
リトモの後継車種として1988年に5ドアモデルがデビュー。1989年ヨーロッパ・カー・オブ・ザ・イヤーを受賞、途中3ドアモデルをラインナップに加え1995年まで製造される。
外装は当時フィアット・VSSの開発で脚光を浴びていたイタリアのデザイン会社I.DE.Aが、内装はフィアットチェントロスティーレ（フィアット社内デザインセンター）が担当。
ティーポはその名が示す通りフィアット系C/Dセグメント（小型ハッチバック/セダンクラス）の原型となり、自社はもちろんランチア、アルファロメオなど1990年代のフィアットグループを支えることとなる（イタリア語のtipoとは英語でのtype、型・標準・模範のこと）。

### ティーポ2/3プロジェクト
フィアットの小型ハッチバック開発プロジェクト「ティーポ2」と小型セダン開発プロジェクト「ティーポ3」を合わせたもので、フィアット、ランチアのC/Dセグメント車種間で、ボディ構造やパワートレイン、主要部品の共通化を目的にした開発プロジェクトである。
同一の骨格に異なるタイプのボディを被せ、効率良く複数の車種を生み出すことを提案した1981年発表のフィアット・VSSの経験が色濃く反映されたものである。
1980年代前半から始まった同プロジェクトで最初に発表されたのがティーポで、その後フィアット傘下に入ったアルファロメオにも計画が波及し、ティーポをベースにした車種が発展的に増えていった。

#### ティーポ(160)ベースの車種
- フィアット
  - テムプラ
  - クーペ・フィアット
  - ブラーボ/ブラーバ (初代)
  - マレア

- ランチア
  - デルタII (初代)
  - デドラ

- アルファロメオ
  - 145
  - 146
  - 155
  - GTV
  - スパイダー (2代目)

- ザスタバ
  - フロリダ

#### 日本での販売
フィアット日本総代理店であったサミットモータース（住友商事系、現在は解散）により1989年から輸入が開始される。当初の販売は、排気ガス規制の厳しい日本とドイツ向けに用意された1.6DGTのみであった。エンジンは1.6L DOHC、最高出力90PS最大トルク12.5kgm、トランスミッションはMT、ボディは横幅が5ナンバー枠いっぱいの5ドアハッチバック。
その後、1991年に輸入元がフィアット＆アルファロメオ・モータース・ジャパンに変わると、1.6DGTに加え2.0-16Vの輸入も開始される。エンジンは、2.0L DOHC、最高出力145PS最大トルク18kgm、トランスミッションはMT、スポーツモデルという設定で販売され、アバルトのバッジで演出されていた。その他にもメーター類がデジタルメーターから5連のアナログメーターに変更され、外観ではサイドスカートの追加、フロントグリルの形状やBピラーの色変更など1.6DGTとの差別化が図られていた。ボディ形状は、スポーツモデルとは言え5ドアハッチバックであった。
さらに、1993年には1.6DGTと入れ替えるかたちで、同じ5ドアハッチバックの2.0GTの輸入を開始。エンジンは、2.0L DOHC、最高出力110PS最大トルク16.2kgm、トランスミッションはAT、2.0-16V同様メーターがアナログメーターに変更されBピラーも黒塗りに装備もDGTより豪華になった。
イタリアでは大衆車として成功を収めたが、日本での販売は成功したとは言えず、輸入は1994年に打ち切られた。

### 2代目 タイプ365（2015年-2025年）
2015年5月イスタンブール・モーターショーで、フィアット・エーゲ(Egea)として発表された。ボディ形状は3種類あり、まず4ドアセダン（4ポルテ）が発表され、その後5ドアハッチバック（5ポルテ）とステーションワゴンが登場した。
生産はフィアットとの合弁企業であるトファシュのトルコ・ブルサ工場で行われ、トルコ以外の市場では
フィアット・ティーポの車名で販売される。またメキシコではダッジ・ネオンの3代目として販売される。
タイプ365は、フィアット・スモールワイド・プラットフォームを採用しており、フィアット・チェントロ・スティレとトファシュの共同開発である。
グレードは「ストリート」、「ミラー」、「ラウンジ」を全てのボディタイプに設定する。また、よりスポーティな「Sデザイン」を5ポルテとステーションワゴン、大型スポイラーを装着する「スポーツ」を5ポルテに用意された。